# Gortina
Gortina (gr. Δήμος Γόρτυνας, Dimos Gortinas) – gmina w Grecji, na Krecie, w administracji zdecentralizowanej Kreta, w regionie Kreta, w jednostce regionalnej Heraklion. Siedzibą gminy jest Aji Deka. W 2011 roku liczyła 15 632 mieszkańców. Powstała 1 stycznia 2011 roku w wyniku połączenia dotychczasowych gmin: Kofinas, Ajia Warwara, Gortina i Ruwas.